# Cuerpo valorado
En matemáticas, un cuerpo valorado es un cuerpo K provisto de un valor absoluto {\displaystyle x\mapsto |x|}. Esto determina en K una estructura de espacio métrico definida por la distancia invariante {\displaystyle d(x,y)=|x-y|}, y K, provisto con la topología metrizable así definida, es un anillo topológico.
Por ejemplo, cualquier valoración con valores reales en K permite definir un valor absoluto en K (lo contrario solo es cierto para valores absolutos ultramétricos). Por este motivo, algunos autores denominan cuerpo valorado a cualquier cuerpo con valoración.
La topología de un cuerpo valorado es discreta si y solo si el valor absoluto es trivial, es decir, derivado de una valoración trivial.
El anillo completo de un cuerpo valorado es un cuerpo valorado.
| Demostración |
| Sea {\displaystyle (K,d)} un cuerpo dotado de una distancia asociada a una valoración {\displaystyle \|~\|} y {\displaystyle ({\widehat {K}},{\widehat {d}})} el anillo completado. Por prolongación de identidades, {\displaystyle {\widehat {d}}} es invariante ante traslaciones y la aplicación {\displaystyle x\mapsto {\widehat {d}}(x,0)} (que prolonga {\displaystyle \|~\|}) es una valoración de {\displaystyle {\widehat {K}}}. La aplicación {\displaystyle K^{*}\to K,\;x\mapsto x^{-1}} es {\displaystyle {\frac {1}{\varepsilon ^{2}}}}-lipschitziana en {\displaystyle \{x\in K\mid \|x\|\geq \varepsilon \}} para todos los {\displaystyle \varepsilon >0}. Por lo tanto, se extiende continuamente en una aplicación {\displaystyle x\mapsto x^{-1}} definida sobre {\displaystyle \cup _{\varepsilon >0}\{x\in {\widehat {K}}\mid \|x\|\geq \varepsilon \}={\widehat {K}}^{*}}. |